# 767
Het jaar 767 is het 67e jaar in de 8e eeuw volgens de christelijke jaartelling.

## Gebeurtenissen

### Europa
- De Franken onder leiding van koning Pepijn III ("de Korte") herstellen de heerschappij over Aquitanië. Hij verovert de hoofdstad Bordeaux en verwoest het gebied ten zuidwesten van het Frankische Rijk.
- Pepijn III ontvangt in zijn paleis in Gentilly een Byzantijnse delegatie. Er wordt gesproken over de buitenlandse politiek in Italië en het iconoclasme. (waarschijnlijke datum)

## Religie
- 28 juni - Paus Paulus I overlijdt in Rome na een pontificaat van 10 jaar. Gesteund door Toscaanse troepen, wordt Constantinus II als (tegen)paus geïnstalleerd.

## Geboren
- 15 september - Saichō, Japans boeddhistische monnik (overleden 822)

## Overleden
- Abu Hanifa (68), Arabisch imam en rechtsgeleerde
- Emilianus van Saujon, Frankisch geestelijke
- Ibn Ishaq, Arabisch religieus historicus (of 770)
- 28 juni - Paulus I, paus van de Katholieke Kerk